# Stenometopiellus artemisiae
Stenometopiellus artemisiae är en insektsart som beskrevs av Alexander Fyodorovich Emeljanov 1964. Stenometopiellus artemisiae ingår i släktet Stenometopiellus och familjen dvärgstritar. Inga underarter finns listade i Catalogue of Life.